# 트레저 (음악 그룹)
트레저(TREASURE)는 2020년 8월 7일 데뷔한 대한민국의 YG 엔터테인먼트 소속 10인조 보이그룹이다.

## 구성원
| 이름   | 소개 |
| ------ | --- |
| 준규   | - 본명 : 김준규 (金俊奎) - 생년월일 : 2000년 9월 9일(24세) - 출생지 : 대한민국 충청북도 충주시 - 유닛활동 : T5 - 활동기간 : 2020년 8월 7일 ~ 현재                                             |
| 아사히 | - 본명 : 하마다 아사히 (濵田朝光) - 생년월일 : 2001년 8월 20일(23세) - 출생지 : 일본 오사카부 - 활동기간 : 2020년 8월 7일 ~ 현재                                                              |
| 최현석 | - 이름 : 최현석 (崔玹碩) - 생년월일 : 1999년 4월 21일(26세) - 출생지 : 대한민국 - 활동기간 : 2020년 8월 7일 ~ 현재                                                                            |
| 지훈   | - 본명 : 박지훈 (朴志焄) - 생년월일 : 2000년 3월 14일(25세) - 출생지 : 대한민국 - 유닛활동 : T5 - 활동기간 : 2020년 8월 7일 ~ 현재                                                            |
| 요시   | - 본명 : 김방전 (金芳典) - 일본명: 카네모토 요시노리 (金本芳典) - 생년월일 : 2000년 5월 15일(25세) - 출생지 : 일본 - 국적 : 대한민국 - 비고 : 재일교포 4세 - 활동기간 : 2020년 8월 7일 ~ 현재 |
| 윤재혁 | - 이름 : 윤재혁（尹材赫） - 생년월일 : 2001년 7월 23일(24세) - 출생지 : 대한민국 경기도 용인시 - 유닛활동 : T5 - 활동기간 : 2020년 8월 7일 ~ 현재                                             |
| 도영   | - 본명 : 김도영 (金道榮) - 생년월일 : 2003년 12월 4일(21세) - 출생지 : 대한민국 서울특별시 - 유닛활동 : T5 - 활동기간 : 2020년 8월 7일 ~ 현재                                                 |
| 하루토 | - 본명 : 와타나베 하루토 (渡辺温斗) - 생년월일 : 2004년 4월 5일(21세) - 출생지 : 일본 후쿠오카현 - 활동기간 : 2020년 8월 7일 ~ 현재                                                           |
| 박정우 | - 이름 : 박정우 (朴炡禹) - 생년월일 : 2004년 9월 28일(20세) - 출생지 : 대한민국 전라북도 익산시 - 활동기간 : 2020년 8월 7일 ~ 현재                                                            |
| 소정환 | - 이름 : 소정환 (蘇庭煥) - 생년월일 : 2005년 2월 18일(20세) - 출생지 : 대한민국 전라북도익산시 - 유닛활동 : T5 - 활동기간 : 2020년 8월 7일 ~ 현재                                             |

### 이전 구성원
| 이름   | 소개 |
| ------ | --- |
| 마시호 | - 본명 : 타카타 마시호 (髙田真史帆) - 생년월일 : 2001년 3월 25일(24세) - 출생지 : 일본 미에현 - 활동기간 : 2020년 8월 7일 ~ 2022년 11월 8일 |
| 방예담 | - 본명 : 방예담 (方藝潭) - 생년월일 : 2002년 5월 7일(23세) - 출생지 : 대한민국 서울특별시 - 활동기간 : 2020년 8월 7일 ~ 2022년 11월 8일     |

역대 리더
- 1대 : 최현석, 지훈 (2020.08 ~ 2024.12)
- 2대 : 준규, 아사히 (2025.01 ~ 현재)

## 음반 목록

### 정규 음반
한국
- 2021년 1월 11일 《THE FIRST STEP : TREASURE EFFECT》
- 2023년 7월 28일 《REBOOT》

일본
- 2021년 3월 31일 《THE FIRST STEP : TREASURE EFFECT》

### 미니 음반
한국
- 2022년 2월 15일 《THE SECOND STEP : CHAPTER ONE》
- 2022년 10월 4일 《THE SECOND STEP : CHAPTER TWO》
- 2025년 3월 7일 《PLEASURE》 (스페셜 미니 1집)
- 2025년 9월 1일 《LOVE PULSE》

일본
- 2022년 3월 31일 《THE SECOND STEP : CHAPTER ONE》
- 2022년 11월 30일 《THE SECOND STEP : CHAPTER TWO》
- 2024년 2월 21일 《REBOOT》

### 싱글 음반
한국
- 2020년 8월 7일 《THE FIRST STEP : CHAPTER ONE》
- 2020년 9월 18일 《THE FIRST STEP : CHAPTER TWO》
- 2020년 11월 6일 《THE FIRST STEP : CHAPTER THREE》

### 디지털 싱글 음반
한국
- 2023년 10월 20일 《B.O.M.B》
- 2024년 5월 28일 《KING KONG》
- 2024년 12월 5일 《LAST NIGHT》 (미니 3집, 선공개곡)

일본
- 2021년 1월 22일 《BEAUTIFUL -Anime Edit-》
- 2021년 2월 14일 《BEAUTIFUL》
- 2023년 1월 30일 《Here I Stand -Anime Edit-》
- 2023년 3월 29일 《Here I Stand》
- 2023년 9월 25일 《BONA BONA》

## 수상 목록

### 가요 프로그램 1위
| 연도           | 수상 내역 (총 3회)                                                                             |
| -------------- | ---------------------------------------------------------------------------------------------- |
| 2022년(총 2회) | - 직진 (총 2회) - 2월 23일 MBC M 《쇼챔피언》 챔피언송 - 2월 25일 KBS 《뮤직뱅크》 K-Chart 1위 |
| 2025년(총 1회) | - YELLOW (총 1회) - 3월 19일 MBC M 《쇼챔피언》 챔피언송                                       |

### 시상식
- 2020년 제5회 아시아 아티스트 어워즈 가수 부문 AAA 남자 신인상
- 2020년 엠넷 아시안 뮤직 어워즈 남자 신인상
- 2020년 엠넷 아시안 뮤직 어워즈 베스트 뉴 메일 아티스트상
- 2020년 엠넷 아시안 뮤직 어워즈 월드 와이드 팬스 초이스상
- 2021년 제35회 골든디스크 어워즈 남자신인상
- 2021년 제7회 아시아태평양 스타 어워즈 남자 신인상
- 2021년 제30회 하이원 서울가요대상 남자 신인상
- 2022년 더 팩트 뮤직 어워즈 올해의 아티스트상
- 2022년 엠넷 아시안 뮤직 어워즈 월드 와이드 팬스 초이스상
- 2022년 아시아 아티스트 어워즈 베스트 뮤지션상
- 2023년 골든디스크 시상식 베스트 그룹상
- 2023년 제6회 더 팩트 뮤직 어워즈 올해의 아티스트상
- 2023년 엠넷 아시안 뮤직 어워즈 갤럭시 네오 플립 아티스트상
- 2023년 엠넷 아시안 뮤직 어워즈 페이보릿 남자 그룹 댄스 퍼포먼스상
- 2024년 코리아 그랜드 뮤직 어워즈 베스트 송상
- 2024년 코리아 그랜드 뮤직 어워즈 베스트 스테이지상
- 2024년 엠넷 아시안 뮤직 어워즈 페이보릿 남자 그룹상
- 2025년 제1회 디 어워즈 디 어워즈 딜라이츠 블루 라벨상
- 2025년 제1회 디 어워즈 베스트 투어상